# Tiếng Limbu
Tiếng Limbu (Limbu: ᤕᤠᤰᤌᤢᤱ, yakthung pān) là một ngôn ngữ thuộc ngữ hệ Hán-Tạng, được nói bởi người Limbu ở miền đông Nepal và Ấn Độ (đặc biệt là ởDarjeeling, Kalimpong, Sikkim, Assam và Nagaland) cũng như các cộng đồng người nước ngoài ở Bhutan, Miến Điện, Thái Lan, Vương quốc Anh, Hồng Kông, Canada và Hoa Kỳ. Người Limbu tự gọi mình là Yakthung và ngôn ngữ của họ là Yakthungpan. Tiếng Yakthungpan có bốn phương ngữ chính: Phedape, Chhathare, Tambarkhole và Panthare.
Trong số bốn phương ngữ và/hoặc nhiều phương ngữ khác, phương ngữ Phedape được nói rộng rãi và được hiểu bởi hầu hết những người nói Yakthungpan. Tuy nhiên, có một số học giả nói phương ngữ Panthare nổi tiếng và có tiếng nói trong cộng đồng Limbu, nên Panthare đang dần trở thành tiếng Limbu "chuẩn".

## Phân bố địa lý
Tiếng Limbu được nói ở phía đông của sông Arun ở các huyện sau của Nepal (Ethnologue).
- Tỉnh số 1 
  - Huyện Dhankuta
  - Huyện Ilam
  - Huyện Jhapa
  - Huyện Morang
  - Huyện Panchthar
  - Huyện Sankhuwasabha
  - Huyện Sunsari
  - Huyện Taplejung
  - Huyện Terhathum

## Phương ngữ
Nhóm ngôn ngữ Limbu được chia thành bốn phương ngữ:
- Phedappe
- Pachthare
- Chathare
- Taplejunge hoặc Tamarkhole

Ethnologue liệt kê các phương ngữ sau của tiếng Limbu:
- Cụm phương ngữ 1 
  - Panthare
  - Chaubise (Charkhole)
  - Yanggrokke (Yanggruppe)
- Cụm phương ngữ 2 
  - Phedappe
  - Tamorkhole (Taplejunge)
- Cụm phương ngữ 3 
  - Chhatthare (Chatthare, Chhathar)

Yanggrokke, Chaubise và Charkhole là những biến thể nhỏ của phương ngữ Panthare. Phương ngữ Phedappe và Tamorkhole giống với nhau. Phương ngữ Hayare ít được hiểu bởi các phương ngữ khác. Phương ngữ Limbu được nói ở Sikkim, Ấn Độ giống như phương ngữ Panthare. 

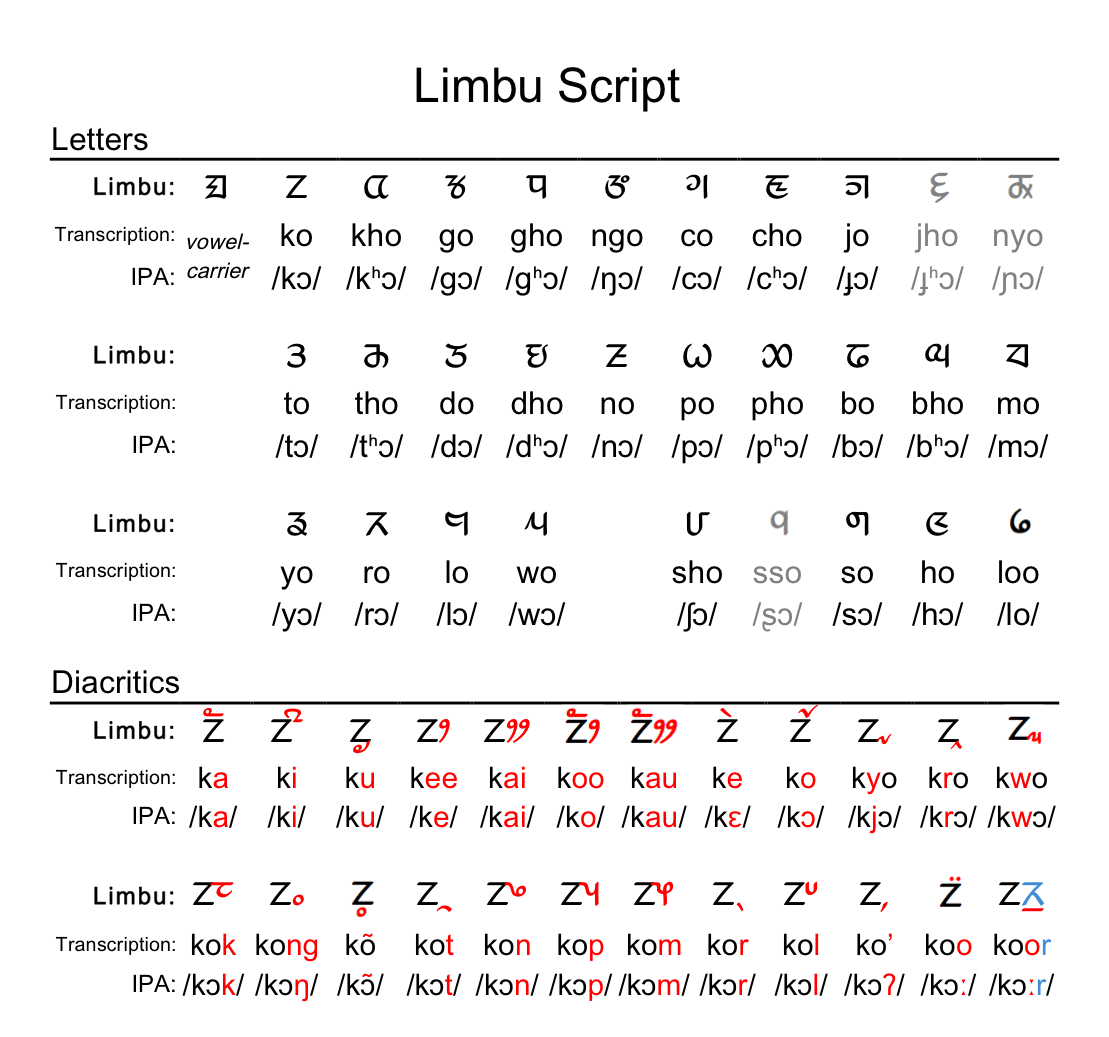
Chữ Limbu. Chữ màu xám đã lỗi thời.